# Rugby Club Iunkerebi
Actualités
Le Rugby Club Iunkerebi (en géorgien : რაგბის კლუბი იუნკერები) est un club géorgien de rugby à XV basé à Kiketi (ka).

## Historique
Le Rugby Club Iunkerebi est créé en 2011.
Après quatre saisons en division régionale, le club est promu au terme de la saison 2018-2019 en Didi 10, première division nationale,.

## Palmarès
- Championnat de Géorgie de rugby à XV de 2e division :
  - Deuxième : 2019[1].